# Strachów (województwo mazowieckie)
Strachów – wieś w Polsce położona w województwie mazowieckim, w powiecie wołomińskim, w gminie Jadów. Ma status sołectwa. Wieś ta położona jest nad rzeką Liwiec.
Prywatna wieś szlachecka Srakowo położona była w drugiej połowie XVI wieku w powiecie kamienieckim ziemi nurskiej województwa mazowieckiego. W latach 1975–1998 miejscowość położona była w województwie siedleckim.
Przy drodze prowadzącej do Kamieńczyka w okresie międzywojennym ustawiono w tzw. Letnisku Nadliwie na granicy wsi Strachów wykonaną z piaskowca kapliczkę słupową z inskrypcja na cokole „KRÓLOWO KORONY POLSKIEJ MÓDL SIĘ ZA NAMI / CVD NADWISŁĄ / NA PAMIĄTKĘ ODPARCIA BOLSZEWIKÓW POD RADZYMINEM / 15 SIERPNIA 1920 R.”. Umieszczoną w przeszklonej wnęce na cokole podobiznę Matki Boskiej Częstochowskiej namalowała Maria Józefa Gerson-Dąbrowska.
Wierni Kościoła rzymskokatolickiego należą do parafii Wniebowzięcia NMP w Kamieńczyku nad Bugiem.